# William Travilla
William Travilla (Los Angeles, 22 de março de 1920 — Los Angeles, 2 de novembro de 1990) foi um figurinista estadunidense. Ele se consagrou como um dos estilistas mais famosos da chamada época de ouro de Hollywood. Seu trabalho mais conhecido foi o vestido branco usado por Marilyn Monroe em O Pecado Mora ao Lado (1955). Em 2011, a peça foi vendida por US$ 4,6 milhões em um leilão realizado pela Profiles in History.